# Єгоров Спиридон Михайлович
Спиридо́н Миха́йлович Єго́ров (12 грудня 1908 — 11 грудня 1999) — радянський військовик, учасник Другої світової війни, лейтенант. Герой Радянського Союзу (1940).
Почесний громадянин міста Кремінна Луганської області.

## Життєпис
Народився в селі Комар, нині Великоновосілківського району Донецької області України, в селянській родині. Грек. Закінчив 6 класів школи, працював у колгоспі.
До лав РСЧА призваний 1931 року. У 1936 році закінчив Київське військове піхотне училище імені С. С. Каменєва. Учасник польського походу РСЧА і радянсько-фінської війни 1939—1940 років.
Особливо командир стрілецької роти 69-го стрілецького полку 97-ї стрілецької дивізії 13-ї армії Північно-Західного фронту лейтенант С. М. Єгоров відзначився у боях по захопленню острова Вітса-Саарі на річці Вуоксі у період з 25 по 28 лютого 1940 року.
Член ВКП(б) з 1941 року.
У 1942 році закінчив Військову академію імені М. В. Фрунзе. Учасник німецько-радянської війни: командир 737-го стрілецького полку 206-ї стрілецької дивізії, а з жовтня 1942 року до кінця війни — командир 491-го (181-го гвардійського) стрілецького полку 61-ї гвардійської стрілецької дивізії. Воював на Воронезькому, Західному, Південно-Західному і 4-му Українському фронтах.
У 1947 році гвардії підполковник С. М. Єгоров вийшов у запас, згодом — у відставку. Мешкав у Москві, де й помер. Похований на Троєкурівському цвинтарі.

## Нагороди
Указом Президії Верховної Ради СРСР від 7 квітня 1940 року «за зразкове виконання бойових завдань командування на фронті боротьби з фінською білогвардійщиною та виявлені при цьому мужність і героїзм», лейтенантові Єгорову Спиридону Михайловичу присвоєне звання Героя Радянського Союзу з врученням ордена Леніна і медалі «Золота Зірка» (№ 489).
Також нагороджений двома орденами Червоного Прапора (09.03.1943, 08.02.1944), орденами Суворова 3-го ступеня (03.10.1943), Вітчизняної війни 1-го ступеня (11.03.1985), Червоної Зірки і медалями.